# کلرادو ایکرز، تگزاس
کلرادو ایکرز (به انگلیسی: Colorado Acres) یک منطقهٔ مسکونی در ایالات متحده آمریکا است که در تگزاس واقع شده‌است. کلرادو ایکرز ۲۹۶ نفر جمعیت دارد و ۱۷۰٫۹۹ متر بالاتر از سطح دریا واقع شده‌است.